# Eriopyga metaleuca
Eriopyga metaleuca là một loài bướm đêm trong họ Noctuidae.